# Єрьомін Петро Антонович
Петро Антонович Єрьомін (1897, Москва — 1987, Москва) — радянський військовий діяч та педагог, генерал-майор. Начальник Харківського суворовського військового училища (1943–1944).

## Біографія
Народився в 1897 році в Москві. У 1918 році вступив до Червоної армії, де командував батальйоном 264-го стрілецького полку і в 1922 році наказом РВСР № 12 був нагороджений орденом Червоного Прапора.
В 1930-х гг. викладав тактику в військової академії імені М. В. Фрунзе в Москві.
7 серпня 1941 року, після початку Великої Вітчизняної війни, полковнику Петру Єрьоміну доручено формування 328-й стрілецької дивізії, якою він командував з 26 серпня 1941 року по 7 квітня 1942.
З початку грудня 1941 дивізія бере участь в боях на Західному фронті. За 4 місяці боїв 328-та стрілецька дивізія під командуванням Єрьоміна звільнила від фашистів понад 100 населених пунктів Тульської, Орловської і Калузької областей, в тому числі міста Михайлов, Донський і Бельов.
7 квітня 1942 Петро Єрьомін був важко поранений недалеко від села Думінічі під час огляду місць переправи через Жиздру для наступу танків 146-ї танкової бригади. Після лікування Єрьомін продовжив службу і 4 серпня 1942 отримав звання генерал-майора.
За станом здоров'я не брав участі у військових діях і очолив військове піхотне училище.
З 17 вересня 1943 по 25 вересня 1944 призначений першим начальником Харківського (Київського) суворовського військового училища, що розташовувався в місті Чугуїв.
З 25 вересня 1944 по 18 липня 1946 — начальник Тверського суворовського військового училища.
З 18 липня 1946 року в розпорядженні Управління кадрів Сухопутних військ. 10 жовтня 1946 року звільнений у запас через хворобу. У 1987 році помер, похований у Москві.

## Нагороди та відзнаки
- Медаль «XX років Робітничо-Селянській Червоній Армії»
- Орден Леніна
- Три Ордени Червоного Прапора
- Почесний Громадянин міста Донський Тульської області (за вагомий особистий внесок у визволення міста).